# 꽃보다 할배
《꽃보다 할배》는 tvN의 해외 배낭 여행기를 담은 리얼 버라이어티 텔레비전 프로그램이다.
이 프로그램은 《1박 2일》을 함께 했던 나영석 PD와 이우정 작가의 배낭여행 프로젝트 1탄으로 제작되면서 방영 전부터 황혼의 배낭여행이라는 콘셉트를 가진 색다른 예능이란 것으로 화제가 되었다. 방영이 시작되면서 케이블임에도 불구하고 지상파 못지 않은 높은 시청률을 보였으며, 온라인상에서도 다시보기의 열풍이 불면서 매출 역시 2억 원을 돌파하는 등 화제를 불러일으켰다. 2014년 3월 7일부터 5월 2일까지 시즌 2 스페인 편이 방영되었으며, 2015년에는 3월 27일부터 5월 8일까지 시즌 3 그리스 편이 방영되었다. 이어 2018년 6월 29일부터 시즌 4 동유럽 편이 방영했다. 김용건이 새로운 막내 멤버로 합류했다.

## 방송 기간
| 방송채널 | 방송 기간                         | 방송 시간                              |
| -------- | --------------------------------- | -------------------------------------- |
| tvN      | 2013년 7월 5일 ~ 2013년 10월 4일  | 매주 금요일 밤 8시 50분 ~ 밤 10시      |
| tvN      | 2014년 3월 7일 ~ 2014년 5월 2일   | 매주 금요일 밤 9시 50분 ~ 밤 11시 20분 |
| tvN      | 2015년 3월 27일 ~ 2015년 5월 8일  | 매주 금요일 밤 9시 45분 ~ 밤 11시 30분 |
| tvN      | 2018년 6월 29일 ~ 2018년 8월 24일 | 매주 금요일 밤 9시 45분 ~ 밤 11시 30분 |

## 출연진

### 고정 패널

#### 1기 (시즌 1 ~ 시즌 3)
- 이순재
- 신구
- 박근형
- 백일섭
- 이서진

#### 2기 (시즌 4)
- 이순재
- 신구
- 박근형
- 백일섭
- 김용건
- 이서진

### 게스트
- 최불암 (특별 출연)
- 써니 (대만 편, 특별 출연)
- 최지우 (그리스 편, 특별 출연)
- 손숙 (독일편, 특별 출연)

## 방송 내용

### 2013년
| 회차 | 방송일   | 여행지                                                                   | 세부 여행지                                                              | 세부 여행지                                                              |
| 회차 | 방송일   | 여행지                                                                   | #                                                                        | 장소                                                                     |
| ---- | -------- | ------------------------------------------------------------------------ | ------------------------------------------------------------------------ | ------------------------------------------------------------------------ |
| 1회  | 7월 5일  | 프랑스 / 스위스 9박 10일 (2013년 6월 2일 ~ 2013년 6월 12일)              | 1일차                                                                    | 프랑스 파리 샤를 드골 공항                                               |
| 2회  | 7월 12일 | 프랑스 / 스위스 9박 10일 (2013년 6월 2일 ~ 2013년 6월 12일)              | 2일차                                                                    | 프랑스 파리 루브르박물관, 에펠탑, 샹젤리제 거리, 개선문                  |
| 3회  | 7월 19일 | 프랑스 / 스위스 9박 10일 (2013년 6월 2일 ~ 2013년 6월 12일)              | 3일차                                                                    | 프랑스 파리 베르사유 궁전                                                |
| 3회  | 7월 19일 | 프랑스 / 스위스 9박 10일 (2013년 6월 2일 ~ 2013년 6월 12일)              | 4일차                                                                    | 프랑스 스트라스부르 노트르담 대성당                                      |
| 4회  | 7월 26일 | 프랑스 / 스위스 9박 10일 (2013년 6월 2일 ~ 2013년 6월 12일)              | 5일차                                                                    | 프랑스 스트라스부르 쁘띠 프랑스, 노트르담 대성당                         |
| 5회  | 8월 2일  | 프랑스 / 스위스 9박 10일 (2013년 6월 2일 ~ 2013년 6월 12일)              | 6일차                                                                    | 스위스 바젤, 베른 구시가지, 체르마트                                     |
| 6회  | 8월 9일  | 프랑스 / 스위스 9박 10일 (2013년 6월 2일 ~ 2013년 6월 12일)              | 7일차                                                                    | 스위스 체르마트 마터호른 산                                              |
| 7회  | 8월 16일 | 프랑스 / 스위스 9박 10일 (2013년 6월 2일 ~ 2013년 6월 12일)              | 8일차                                                                    | 스위스 루체른 사자공원                                                   |
| 7회  | 8월 16일 | 프랑스 / 스위스 9박 10일 (2013년 6월 2일 ~ 2013년 6월 12일)              | 9일차                                                                    | 스위스 루체른 루체른호, 베기스                                           |
| 8회  | 8월 23일 | 대만 6박 7일 (2013년 7월 24일 ~ 2013년 7월 30일)                         | 1일차                                                                    | 타오위안 국제공항, 타이베이 사대 야시장                                  |
| 9회  | 8월 30일 | 대만 6박 7일 (2013년 7월 24일 ~ 2013년 7월 30일)                         | 2일차                                                                    | 타이베이 중정기념당, 용산사                                              |
| 10회 | 9월 6일  | 대만 6박 7일 (2013년 7월 24일 ~ 2013년 7월 30일)                         | 3일차                                                                    | 타이베이 국립고궁박물원, 타이베이 101                                    |
| 11회 | 9월 13일 | 대만 6박 7일 (2013년 7월 24일 ~ 2013년 7월 30일)                         | 4일차                                                                    | 신베이터우 지열곡, 단수이 단수이 강                                      |
| 12회 | 9월 20일 | 대만 6박 7일 (2013년 7월 24일 ~ 2013년 7월 30일)                         | 5일차                                                                    | 타이루거 협곡                                                            |
| 12회 | 9월 20일 | 대만 6박 7일 (2013년 7월 24일 ~ 2013년 7월 30일)                         | 6일차                                                                    | 스펀                                                                     |
| 13회 | 9월 27일 | 유럽편 미방영분 : 몽마르트르, 물랑루즈(Moulin Rouge) 공연, 독일 바덴바덴 | 유럽편 미방영분 : 몽마르트르, 물랑루즈(Moulin Rouge) 공연, 독일 바덴바덴 | 유럽편 미방영분 : 몽마르트르, 물랑루즈(Moulin Rouge) 공연, 독일 바덴바덴 |
| 14회 | 10월 4일 | 대만편 미방영분 : 경극 관람, 진과스                                      | 대만편 미방영분 : 경극 관람, 진과스                                      | 대만편 미방영분 : 경극 관람, 진과스                                      |

### 2014년
| 회차 | 방송일   | 여행지                                             | 세부 여행지 | 세부 여행지                                                                                              |
| 회차 | 방송일   | 여행지                                             | #           | 장소 |
| ---- | -------- | -------------------------------------------------- | ----------- | --- |
| 15회 | 3월 7일  | 스페인 9박 10일 (2014년 2월 1일 ~ 2014년 2월 10일) | 1일차       | 프랑스 파리 샤를 드골 공항, 스페인 바르셀로나                                                            |
| 16회 | 3월 14일 | 스페인 9박 10일 (2014년 2월 1일 ~ 2014년 2월 10일) | 2일차       | 바르셀로나 카사 바트요, 구엘 공원, 사그라다 파밀리아                                                     |
| 17회 | 3월 21일 | 스페인 9박 10일 (2014년 2월 1일 ~ 2014년 2월 10일) | 3일차       | 바르셀로나 몬주익 언덕, 에스타디 올림픽 루이스 콤파니스, 캄프 누                                         |
| 18회 | 3월 28일 | 스페인 9박 10일 (2014년 2월 1일 ~ 2014년 2월 10일) | 4일차       | 그라나다 알함브라 궁전                                                                                   |
| 19회 | 4월 4일  | 스페인 9박 10일 (2014년 2월 1일 ~ 2014년 2월 10일) | 5일차       | 세비야 플라멩코 공연, 세비야 대성당                                                                      |
| 20회 | 4월 11일 | 스페인 9박 10일 (2014년 2월 1일 ~ 2014년 2월 10일) | 6일차       | 세비야 알카사르, 산텔모 궁전, 스페인 광장, 론다                                                          |
| 21회 | 4월 25일 | 스페인 9박 10일 (2014년 2월 1일 ~ 2014년 2월 10일) | 7일차       | 마드리드 프라도 미술관, 스페인 광장, 세고비아, 레알 마드리드 축구경기 관전                               |
| 22회 | 5월 2일  | 스페인 9박 10일 (2014년 2월 1일 ~ 2014년 2월 10일) | 8일차       | 세고비아 대성당, 알카사르, 마드리드 산티아고 베르나베우, 포르투갈 리스본 제로니무스 수도원, 카보 다 호카 |

### 2015년
| 회차 | 방송일   | 여행지                                              | 세부 여행지                                      | 세부 여행지                                                    |
| 회차 | 방송일   | 여행지                                              | #                                                | 장소                                                           |
| ---- | -------- | --------------------------------------------------- | ------------------------------------------------ | -------------------------------------------------------------- |
| 23회 | 3월 27일 | 그리스 9박 10일 (2015년 2월 15일 ~ 2015년 2월 25일) | 1일차                                            | 아랍에미리트 두바이 두바이 몰, 부르즈 할리파                   |
| 24회 | 4월 3일  | 그리스 9박 10일 (2015년 2월 15일 ~ 2015년 2월 25일) | 2일차                                            | 두바이, 그리스 아테네                                          |
| 25회 | 4월 10일 | 그리스 9박 10일 (2015년 2월 15일 ~ 2015년 2월 25일) | 3일차                                            | 아테네 아크로폴리스, 신타그마 광장, 파나티나이코 올림픽 경기장 |
| 26회 | 4월 17일 | 그리스 9박 10일 (2015년 2월 15일 ~ 2015년 2월 25일) | 4일차                                            | 아테네, 메테오라                                               |
| 27회 | 4월 24일 | 그리스 9박 10일 (2015년 2월 15일 ~ 2015년 2월 25일) | 5일차                                            | 메테오라, 코린토스                                             |
| 28회 | 5월 1일  | 그리스 9박 10일 (2015년 2월 15일 ~ 2015년 2월 25일) | 6일차                                            | 코린토스, 수니온곶, 산토리니                                   |
| 29회 | 5월 8일  | 그리스 9박 10일 (2015년 2월 15일 ~ 2015년 2월 25일) | 7일차                                            | 산토리니                                                       |
| 29회 | 5월 8일  | 그리스 9박 10일 (2015년 2월 15일 ~ 2015년 2월 25일) | 그리스편 미방영분 : 두바이 몰, 그리스식 레스토랑 |                                                                |

### 2018년
| 회차 | 방송일   | 여행지 | 세부 여행지 | 세부 여행지 |
| 회차 | 방송일   | 여행지 | # | 장소 |
| ---- | -------- | --- | --- | --- |
| 30회 | 6월 29일 | 독일 / 체코 / 오스트리아 9박 10일 (2018년 6월 4일 ~ 2018년 6월 13일)                                                                        | 1일차 | 독일 베를린 |
| 31회 | 7월 6일  | 독일 / 체코 / 오스트리아 9박 10일 (2018년 6월 4일 ~ 2018년 6월 13일)                                                                        | 2일차 | 베를린 브란덴부르크 문, 홀로코스트 메모리얼, 체크포인트 찰리, 월 메모리얼 파크                                                              |
| 32회 | 7월 13일 | 독일 / 체코 / 오스트리아 9박 10일 (2018년 6월 4일 ~ 2018년 6월 13일)                                                                        | 3일차 | 체코 프라하 카렐교 |
| 33회 | 7월 20일 | 독일 / 체코 / 오스트리아 9박 10일 (2018년 6월 4일 ~ 2018년 6월 13일)                                                                        | 4일차 | 프라하 프라하 성 |
| 34회 | 7월 27일 | 독일 / 체코 / 오스트리아 9박 10일 (2018년 6월 4일 ~ 2018년 6월 13일)                                                                        | 5일차 | 체코 체스키 크룸로프, 오스트리아 잘츠부르크 미라벨 정원                                                                                     |
| 35회 | 8월 3일  | 독일 / 체코 / 오스트리아 9박 10일 (2018년 6월 4일 ~ 2018년 6월 13일)                                                                        | 6일차 | 잘츠부르크, 잘츠캄머구트 장크트볼프강 샤프베르크 산                                                                                         |
| 36회 | 8월 10일 | 독일 / 체코 / 오스트리아 9박 10일 (2018년 6월 4일 ~ 2018년 6월 13일)                                                                        | 7일차 | 잘츠캄머구트 볼프강호, 장크트길겐 쯔뵐퍼호른 산, 빈 쇤부른 궁전                                                                             |
| 37회 | 8월 17일 | 독일 / 체코 / 오스트리아 9박 10일 (2018년 6월 4일 ~ 2018년 6월 13일)                                                                        | 8일차 | 빈 슈테판 대성당, 벨베데레 궁전, 빈 국립 오페라 극장                                                                                        |
| 38회 | 8월 24일 | 동유럽편 미방영분 : 베를린 포츠담 광장 통일정, 프라하 성 비투스 대성당, 황금소로, 블타바 강, 잘츠부르크 모차르트 생가, 빈 알베르티나 박물관 | 동유럽편 미방영분 : 베를린 포츠담 광장 통일정, 프라하 성 비투스 대성당, 황금소로, 블타바 강, 잘츠부르크 모차르트 생가, 빈 알베르티나 박물관 | 동유럽편 미방영분 : 베를린 포츠담 광장 통일정, 프라하 성 비투스 대성당, 황금소로, 블타바 강, 잘츠부르크 모차르트 생가, 빈 알베르티나 박물관 |

## 시청률

### 2013년
| 제1회  | 7월 5일  | 3.8% | 4.1% |
| 제2회  | 7월 12일 | 4.3% | 4.8% |
| 제3회  | 7월 19일 | 4.0% | 4.5% |
| 제4회  | 7월 26일 | 4.5% | 5.3% |
| 제5회  | 8월 2일  | 5.6% | 5.4% |
| 제6회  | 8월 9일  | 4.4% | 6.6% |
| 제7회  | 8월 16일 | 5.4% | 5.7% |
| 제8회  | 8월 23일 | 5.3% | 7.1% |
| 제9회  | 8월 30일 | 5.8% | 6.6% |
| 제10회 | 9월 6일  | 5.3% | 6.7% |
| 제11회 | 9월 13일 | 6.2% | 6.6% |
| 제12회 | 9월 20일 | 2.9% | 3.7% |
| 제13회 | 9월 27일 | 3.5% | 3.9% |
| 제14회 | 10월 4일 | 3.8% | 4.1% |

- TNmS와 AGB닐슨 미디어 리서치에서 공개한 표와 포털사이트 기사 내용을 바탕으로 작성한 시청률이다. 빨간색 글씨는 최고 시청률, 파란색 글씨는 최저 시청률을 나타낸다.

### 2014년
| 제1회 | 3월 7일  | 6.1% | 7.7% |
| 제2회 | 3월 14일 | 6.5% | 7.8% |
| 제3회 | 3월 21일 | 5.7% | 7.4% |
| 제4회 | 3월 28일 | 5.9% | 7.4% |
| 제5회 | 4월 4일  | 6.1% | 7.1% |
| 제6회 | 4월 11일 | 4.7% | 5.4% |
| 제7회 | 4월 25일 | 5.8% | 6.0% |
| 제8회 | 5월 2일  | 4.5% | 5.2% |

- TNmS와 AGB닐슨 미디어 리서치에서 공개한 표와 포털사이트 기사 내용을 바탕으로 작성한 시청률이다. 빨간색 글씨는 최고 시청률, 파란색 글씨는 최저 시청률을 나타낸다.

### 2015년
| 제1회 | 3월 27일 | 9.3% | 10.0% |
| 제2회 | 4월 3일  | 9.7% | 9.3%  |
| 제3회 | 4월 10일 | 7.3% | 9.3%  |
| 제4회 | 4월 17일 | 7.4% | 8.6%  |
| 제5회 | 4월 24일 | 8.1% | 8.6%  |
| 제6회 | 5월 1일  | 6.6% | 7.7%  |
| 제7회 | 5월 8일  | 6.2% | 7.7%  |

- TNmS와 AGB닐슨 미디어 리서치에서 공개한 표와 포털사이트 기사 내용을 바탕으로 작성한 시청률이다. 빨간색 글씨는 최고 시청률, 파란색 글씨는 최저 시청률을 나타낸다.

### 2018년
| 제1회 | 6월 29일 | 8.1% | 9.2% |
| 제2회 | 7월 6일  | 7.4% | 8.5% |
| 제3회 | 7월 13일 | 8.5% | 9.6% |
| 제4회 | 7월 20일 | 7.8% | 8.9% |
| 제5회 | 7월 27일 | 7.3% | 8.4% |
| 제6회 | 8월 3일  | 6.6% | 7.9% |
| 제7회 | 8월 10일 | 6.7% | 7.9% |
| 제8회 | 8월 17일 | 6.2% | 7.4% |
| 제9회 | 8월 24일 | 6.4% | 7.6% |

- TNmS와 AGB닐슨 미디어 리서치에서 공개한 표와 포털사이트 기사 내용을 바탕으로 작성한 시청률이다. 빨간색 글씨는 최고 시청률, 파란색 글씨는 최저 시청률을 나타낸다.

## 포맷 수출
CJ E&M은 처음으로 중국으로 첫 수출하여 제작발표회때 나영석PD와 함께 참석하여 공동제작하였다. 2014년 6월 15일부터 동방위시에서 중국판 꽃보다 할배의 제목 화양예예(花样爷爷)가 방송되었다. 같은해 9월 3일에는 미국 지상파 채널 NBC에 포맷 형태로 수출됐다. 그는 예전에 SNL 코리아 포맷을 직접 수입하여 방송하게 한 방송사가 국내 예능 프로그램이 미국 지상파 채널에 포맷을 수출한 것은 이번이 처음이다. 또한 미국판 ‘꽃보다 할배’ 베터 레이트 댄 네버(Better Late than Never, 더 늦기 전에)란 제목으로 방송된다. 또한 에피소드들중에 원작국가인 대한민국 방문기도 포함되었다. 한국에서는 CJ E&M
계열 채널이 아닌 공급채널인 스카이 드라마에서 방영되었다.

## 같이 보기
- 꽃보다 누나
- 꽃보다 청춘
- 아빠! 어디가?
- 1박 2일
- 맨발의 친구들
- 마마도
- 삼시세끼
- 윤식당

## 동시간대 프로그램
- 가족의 품격 풀하우스
- 구암 허준
- 궁금한 이야기 Y